# Villagonzalo Pedernales
Villagonzalo Pedernales är en kommun i Spanien.   Den ligger i provinsen Provincia de Burgos och regionen Kastilien och Leon, i den norra delen av landet, 210 km norr om huvudstaden Madrid. Antalet invånare är 1 676. Arean är 13,0 kvadratkilometer. Villagonzalo Pedernales gränsar till Burgos, Villalbilla de Burgos, Albillos, Arcos de la Llana och Villariezo. 
Terrängen i Villagonzalo Pedernales är platt.